# Bruce-ház
A Bruce-ház vagy más írásmóddal Braose, Breaux, Bruys vagy Brus angol-normann eredetű skót uralkodódinasztia, mely két királyt adott Skóciának. A név a Cherbourg és Valognes közötti Bruis (ma Brix) kastélyvárosra vezethető vissza.
A család őse Robert de Bruce (Bruce Róbert †1094?) normann lovag, aki I. Hódító Vilmossal érkezett Angliába. Jelentős birtokadományt kapott, főleg Yorkshire-ben, köztük Skelton volt a legértékesebb. Fia, második Robert de Bruce (?-1071) a skóciai Annandale lordságot kapta adományként I. Dávid skót királytól, akinek bajtársa volt I. Henrik angliai udvarában. Később megszakadt a barátsága Dáviddal, és lemondott az Annandale skóciai hűbérbirtokáról, azt azonban fia, a harmadik Robert de Bruce (1138?-1197) visszakapta.
A család királyi kapcsolatai akkor kezdődtek, amikor a negyedik Robert de Bruce (†1191 előtt) feleségül vette Isabelt, I. Oroszlán Vilmos házasságon kívül született lányát, majd fiuk, az ötödik Robert de Bruce (†1245) nőül vette Huntingdon earlje, Dávid második lányát, Isabelt, I. Vilmos unokahúgát.
A hatodik Robert de Bruce (1210-1295), az ötödik fia a skót trón tizenharmadik trónkövetelőjének egyike volt 1291-ben. Mikor I. Edward angol király John de Balliot javára döntött. Robert de Bruce lemondott Annandale-ről fia, a hetedik Robert de Bruce (1253-1304) javára. Aki akkor (házassága révén) már Carrick earlje volt. A nyolcadik Robert de Bruce (1274-1329) felújította nagyapja trónigényét, és 1306-ban Skócia királya lett. Bátyja (†1318) az ír trón megszerzéséért vívott csatában esett el. A Bruce-ház egyenes ága 1371-ben halt ki. II. Dávidnak, Róbert király fiának halálával. (1324-1371). Skócia koronája akkor I. Róbert (anyai ági) unokájára, Robert Stewartra szállt, aki, mint II. Róbert, a skót Stewart (később Stuart) királyi ház első uralkodója volt, és őse az angliai Stuart királyi háznak.

## A ház királyai
- I. Róbert (1306-1329)
- II. Dávid (1329-1332, 1342-1346, 1357-1371)
- III. Sándor skót király 1286-os halála után a királyi ház rokonaiként fogalmazták meg igényüket a trónra.